# Luigi Parentin
Luigi Parentin (Novigrad, 29. ožujka 1909. – Trst, 28. prosinca 1997.), svećenik, arhivist i povjesničar.

## Životopis

### Školovanje
Rođen u Novigradu. U rodnom mjestu polazio osnovnu tal. školu. U koparskome sjemeništu polazio klasičnu gimnaziju. U Gorici je polazio Visoku teološku školu, a 1972. u Državnome arhivu u Trstu diplomirao je arhivistiku, paleografiju i diplomatiku. 1932. godine zaredio se za svećenika.

### Svećeništvo
Bio je kapelan u Pregari i Gradini 1932–33., župom Zrenj upravljao je 1933–37., u koparskome sjemeništu bio je duhovnik 1937–45., u Trstu župnik 1945. – 73; kanonikom je bio imenovan 1965. te 1973. kanonikom pokorničarom katedralnoga kaptola i crkv. cenzorom. Papa ga je 1972. imenovao počasnim prelatom, a biskup arhivistom biskupijske pismohrane, koju je sredio, vodio i proučavao do smrti.

### Znanstveni rad
Bio je istraživač i ljubitelj istar. crkvene prošlosti te plodan pisac. Radovi su mu izlazili pretežito u AMSI i Archeografo Triestino. Kraće je članke sabrao u dvije knjige Incontri con l’Istria (1987. – 91.). Objelodanio je monografiju Cittanova d’Istria (1974) te Memorie e cenni storici su Daila (1970.), Regesto di 85 documenti inediti dell’archivio capitolare di Trieste, Ordini religiosi a Trieste e in Istria (1988.) i mnoge druge manje radove. U ediciji AMSI objavio je i radove La visita apostolica di Agostino Valier a Cittanova d’Istria (1580) (1994.) te La visita a Capodistria di Agostino Valier (1997.)

### Politički stavovi
U mlađim je godinama pod utjecajem tal. iredentističkih pisaca i povjesničara zapostavljao hrvatsku i slovensku sastavnicu istarske prošlosti, a u zrelijim godinama ispravljao je svoje stavove te pratio hrvatsku i slovensku pov. literaturu o Istri, pišući i o komun. nepravdama u rodnome kraju.